# Новоиткульское
Новоиткульское — село в Чулымском районе Новосибирской области. Административный центр Иткульского сельсовета.

## География
Площадь села — 93 гектара.

## История
В 1976 г. Указом Президиума ВС РСФСР посёлок  центральной усадьбы совхоза «Иткульский» переименован в село Новоиткульское.

## Население
| 2002 | 2007 | 2010 |
| ---- | ---- | ---- |
| 605  | ↗680 | ↘640 |

## Инфраструктура
В селе по данным на 2007 год функционируют 1 учреждение здравоохранения и 1 учреждение образования.